# 習志野郵便局
習志野郵便局（ならしのゆうびんきょく）は千葉県習志野市津田沼にある郵便局である。民営化前の分類では集配普通郵便局であった。

## 概要
住所：〒275-8799 千葉県習志野市津田沼2-5-1

### 併設施設
- ゆうちょ銀行習志野店（さいたま支店習志野出張所）：取扱店番号 051070

## 沿革
- 1901年（明治34年）5月25日 - 千葉郡津田沼村大字大久保新田に津田沼郵便受取所を設置[1]。
- 1902年（明治35年）1月21日 - 津田沼郵便受取所を廃止[2]、津田沼郵便局（三等郵便局）を設置[3]。
- 1928年（昭和3年）12月1日 - 習志野郵便局に改称[4]。
- 1944年（昭和19年）3月16日 - 特定郵便局から普通郵便局に局種別改定[5]。
- 1977年（昭和52年）11月5日 - 風景入通信日付印の使用を開始[6]。
- 1998年（平成10年）9月1日 - 外国通貨の両替および旅行小切手の売買に関する業務取扱を開始[7]。
- 2001年（平成13年）7月9日 - 習志野市大久保4-2-11から同津田沼2-5-1に移転[8][9]。
- 2007年（平成19年）10月1日 - 民営化に伴い、併設された郵便事業習志野支店、ゆうちょ銀行習志野店に一部業務を移管。
- 2012年（平成24年）10月1日 - 日本郵便株式会社発足に伴い、郵便事業習志野支店を習志野郵便局に統合。

## 取扱内容

### 習志野郵便局
- 郵便、印紙、ゆうパック、内容証明
- 生命保険、バイク自賠責保険、自動車保険、がん保険、引受条件緩和型医療保険
- 習志野市全域（郵便番号の上5桁が「275-00」の地域）の集配業務
- ゆうゆう窓口

### ゆうちょ銀行習志野店
- 貯金、貸付、為替、振替、振込、国際送金、外貨両替、国債、投資信託、変額年金保険、スルガ銀行の個人ローンの申込
- ATM

## 周辺
- 千葉工業大学津田沼キャンパス
- 津田沼中央総合病院
- モリシア津田沼
- 習志野文化ホール
- 丸善津田沼店
- ユザワヤ津田沼店
- ホテルメッツ津田沼
- 奏の杜フォルテ

## アクセス
- JR総武本線津田沼駅（南口）から徒歩約9分
- 京成本線・千葉線、松戸線京成津田沼駅（北口）から徒歩約10分
- 京成バス 津田沼中央総合病院停留所下車
- 京葉道路 花輪ICから東へ約2km、幕張ICから北西へ約2.5km
- 東関東自動車道 谷津船橋ICから北へ約3.2km
- 駐車場あり：13台